# In the Vale of Sorrow
Pour plus de détails, voir Fiche technique et Distribution.
In the Vale of Sorrow (littéralement : Dans la vallée du chagrin) est un film muet américain réalisé par Frank Cooley, sorti en 1915.

## Fiche technique
- Titre : In the Vale of Sorrow
- Réalisation : Frank Cooley
- Scénario :
- Producteur :
- Société de production : American Film Manufacturing Company
- Société de distribution : Mutual Film
- Pays d'origine :  États-Unis
- Langue : Anglais
- Métrage : 600 m
- Format : Noir et blanc — 35 mm — 1,33:1 — Muet
- Genre : Film dramatique
- Durée : 20 minutes
- Dates de sortie : 
  -  États-Unis : 5 janvier 1915

## Distribution
- Joe Harris : Frank Mathews
- Virginia Kirtley : Nan Mathews, sa femme
- Fred Gamble : M. Van Arsdale